# لیام هیث
لیام هیث (انگلیسی: Liam Heath؛ زادهٔ ۱۷ اوت ۱۹۸۴) قایقران کانو اهل بریتانیا است.
وی در مسابقات کشوری و بین‌المللی در مجموع برندهٔ ۷ مدال طلا، ۴ مدال نقره، ۳ مدال برنز شده‌است.